# Trnowo (gmina Kriwa Pałanka)
Trnowo lub Trnovo (maced. Трново) – wieś w Macedonii Północnej, w gminie Kriwa Pałanka.